# 丁汝夔
丁汝夔（1497年—1550年），字大章，號滄源，山東霑化縣（今古城鎮管家莊）人。明朝嘉靖年间政治人物。官至兵部尚书。因庚戌之变被问责斩首。

## 生平
正德十四年（1519年）己卯科山東鄉試第四名舉人，正德十六年（1521年）聯捷進士，選翰林院庶吉士。嘉靖初，改禮部主事。大禮議期間，參與左順門哭諫，被廷杖。嘉靖六年（1527年），調吏部文選司主事，陞考功司員外郎。嘉靖七年（1528年），出為陜西按察司副使。嘉靖十二年（1533年），陞陜西布政使司右參政。嘉靖十五年（1536年），陞山西按察使。十七年四月升山西左布政使。嘉靖十八年（1539年）閏七月陞都察院右副都御史、巡撫甘肅，二十一年九月改巡撫保定兼提督紫荊等關，二十三年調應天巡撫总理粮儲，二十四年四月升左副都御史协理院事，以奏報稽遲，舉劾不當為吏科所劾，十一月降二級調外任，二十五年三月以太倉州海寇平，升一級，降補湖廣布政司左參政，二十六年二月復職左僉都御史、巡撫河南，九月升吏部右侍郎，二十八年十月升本部左侍郎，數日後再升兵部尚書，十一月兼提督團營。
嘉靖二十九年（1550年），蒙古韃靼長驅直逼京城，史稱庚戌之变，嚴嵩建議汝夔傳令諸將不許輕易出戰，鞑靼得以肆掠京城周邊八日，民間皆歸罪于汝夔，嚴嵩更將罪名推到丁汝夔身上。嘉靖帝怒不可遏，要求严惩。都御史屠僑、刑部侍郎彭黯、大理卿沈良才都因判决缓慢被杖罚俸。最终以御寇无策、守备不严将汝夔斩首。汝夔臨刑大呼“嚴嵩誤我”。
隆慶初年，追復原官。

## 家族
曾祖丁伯原；祖父丁福；父丁忠，貢士。母呂氏。具慶下。